# Ciruelos del Pinar
Ciruelos del Pinar – gmina w Hiszpanii, w prowincji Guadalajara, w Kastylii-La Mancha, o powierzchni 16,8 km². W 2011 roku gmina liczyła 36 mieszkańców.